# Podalyria leipoldtii
Podalyria leipoldtii är en ärtväxtart som beskrevs av Harriet Margaret Louisa Bolus. Podalyria leipoldtii ingår i släktet Podalyria och familjen ärtväxter. Inga underarter finns listade i Catalogue of Life.